# Urbanização na Indonésia
A urbanização na Indonésia aumentou tremendamente após o rápido desenvolvimento do país nos anos 70. Desde então, a Indonésia vem enfrentando uma alta taxa de urbanização impulsionada pela migração rural-urbana. Em 1950, 15% da população da Indonésia vivia em áreas urbanas. Em 1990, 40 anos depois, esse número dobrou para 30%. A Indonésia levou apenas 20 anos para aumentar a população urbana para 44%, conforme relatado em 2010. A Agência Central de Estatísticas (BPS) informou que a densidade populacional média de Jacarta, a capital, atingiu mais de 14.400 pessoas. por quilômetro quadrado. O BPS também previu que a população em Jacarta atingirá 11 milhões de pessoas em 2020, a menos que medidas sejam tomadas para controlar a população.

## Efeitos sócio-econômicos
Em comparação com a alta intensidade da migração rural-urbana, a maioria dos governos locais em cada província é necessário para atender à crescente demanda de serviços e infraestrutura em termos de moradia, transporte e emprego. Quando essas demandas estão crescendo em um ritmo mais rápido do que a disponibilidade de infra-estrutura, existe um "dualismo socioeconômico" observável dentro da sociedade urbana na Indonésia. O dualismo sócio-econômico retrata a modernidade e a sociedade "kampung" (aldeia) coexistindo em áreas urbanas. Em Java Central, existem 14,1% ou 2.092.500 pessoas cujos rendimentos estão abaixo da linha da pobreza. Em Nusa Tenggara Ocidental, o número de pessoas pobres é relatado como sendo 23,7% do total da população urbana. Firman (2000) argumenta que esse dualismo socioeconômico retrata a segregação espacial e a desigualdade socioeconômica. De acordo com Theil Index T, a desigualdade nas cidades urbanas da Indonésia aumentou de 0,25 para 0,33 no período de 1999 a 2002. Sem disponibilidade de emprego atendendo às necessidades dos migrantes rurais-urbanos, a segregação de renda entre ricos e pobres na população de áreas urbana vão piorar. Isso potencialmente leva ao atrito social, tensão política e discriminação em áreas como educação e saúde. Sem a gestão adequada e as medidas tomadas, o influxo contínuo ou migração rural-urbana pode representar uma séria ameaça à infraestrutura nas cidades urbanas. Em termos de transporte, por exemplo, a crise de tráfego custa a Jacarta US$ 1,4 bilhão por ano devido ao congestionamento do tráfego e ao transporte público.